# 荻野真
荻野 真（おぎの まこと、1959年5月26日 - 2019年4月29日）は、日本の漫画家。男性。岐阜県出身。

## 略歴
岐阜県立恵那高等学校卒業、名古屋大学理学部中退。在学中は漫画研究会に所属しており、先輩に森博嗣がいた。
大学では落ちこぼれてしまい、仲の良かった同人誌仲間も当時の大手出版社による「青田買い」により疎遠となってしまい、ほぼ八方ふさがりの状態になってしまっていたという。半ばやけくそで漫画の原稿を持ちこむ。最初に持ち込んだ小学館ではボロクソに叩かれ、「いったい何しに来たの?」とまで言われたという。その隣のビルであったヤングジャンプ編集部に持ち込んだ際、応対してくれた田中純に評価され、知己を得たことがその後の大きな手助けになったと後に回顧している。
その後は政岡としや、釋英勝、もりたじゅんなどのアシスタントを渡り歩き、様々な出会いと経験を積む。
デビュー作で長期連載となった『孔雀王』は「宗教漫画ブームのはしり」と称された。
2019年4月29日、腎不全のため死去。59歳没。同年5月10日にヤングジャンプの公式サイト上で公表された。

## 作風
『孔雀王』を筆頭に密教、神道などをモチーフとしたオカルト風伝奇アクション漫画家として知られている一方で、『ALGO!』『小類人』などSF作品も手がけている。
『孔雀王退魔聖伝』以降の作品では、中盤から話が広がりすぎたり、散らばったりしてうまくまとめられない、といった作風になることも多かった。『孔雀王曲神紀』ではその傾向が顕著となり、終盤の神との対決でバンド同士で歌合戦をするといった話の直後に集英社から苦言と打ち切りを宣告されている。また、最終話では、伏線もなく登場した孔雀の究極形態、ゼロの超神と伊邪那岐神が刃を交えるシーンでラストを迎えた。この描写は当時のネットで話題にもなったが、その後は絵柄も含めて穏やかな作風に転換し、作劇の破綻は少なくなった。

## 人物
- 荻野の両親はかなり厳格だったようで、漫画家になると告げた際、母親からは「情けない」と連呼しながらひたすら涙され、父親は「エロ漫画と不良物（暴力）だけは絶対に描くな」という条件を出してしぶしぶ認めたという。これは父親が教職にあり、当時休職して教育事務所で有害図書の摘発に携わっていたため、「俺の手でお前の漫画をお縄にさせるなよ、情けないから」という意味合いを込めていた。しかし、後年の作品を見ると荻野の得意分野は明らかにこの二つであり、この枷のために非常に苦労したという（『孔雀王』文庫版あとがきより）。
- 代表作である『孔雀王』は実写映画やOVA、 ゲームと様々なメディア展開が行われ、1992年にはセガのアクションRPG『闘技王キングコロッサス』のシナリオやキャラクターデザインを監修しているが、後年の荻野はいわゆるメディアミックスに対して不信感を持っていた。理由は『孔雀王曲神記』の連載が終了した2010年頃から、メディアミックスを重視した作品が増加したことで漫画業界が急変。そのコミカライズを担当する漫画家は「コンペに呼ばれた只の絵描き」として異論・反論も許されず、印税の取り分もごくわずかという不遇な扱いを受けていることを指摘。連載漫画家の収入はこれらの変化の影響で「自身のデビュー当時の収入の半分にも満たない」と語っている[8]。
- 2015年末に心不全からくる腹水の排泄不良が原因で、急性ヘルニア・肝硬変・肺梗塞・多臓器不全などが一度に発症した。1週間ICU（集中治療室）に入院した後、体重の減量や食事療法を得た末、翌年1月に退院[9]、2月から通常の連載ペースを取り戻した[10]。

## 作品
- 孔雀王（1985年 - 1989年、全17巻、文庫版全11巻、集英社）
  - 孔雀王退魔聖伝（1990年 - 1992年、全11巻、文庫版全7巻、集英社） ※孔雀王の第2部。
  - 孔雀王曲神記（2006年 - 2010年、全12巻、集英社） ※孔雀王の第3部。また、連載打ち切りとなった「怨霊侍」の続編でもある。
  - 孔雀王ライジング（2012年 - 2019年、全10巻、『月刊!スピリッツ』小学館）- 最終回は2019年6月27日発売の8月号に掲載[11][注 1]
  - 孔雀王-戦国転生-（2012年 - 2019年、全9巻、『コミック乱ツインズ 戦国武将列伝』→『コミック乱』リイド社）- 2019年6月27日発売の8月号に掲載[12][注 1]
- ALGO!（1990年、全3巻、集英社）
- 暁星伝奇 真魚（1992年1月、『ヤングジャンプサーティー』集英社、単行本未収録） - 空海の俗人時代を描いた作品
- 夜叉鴉（1994年 - 1997年、全10巻（集英社）、文庫版全6巻（2004年、集英社）、電子書籍版全11巻（2012年、サード・ライン）） - 電子書籍版11巻は、単行本未収録の2編「もち」「X'mas」を収録。
- 小類人（1997年 - 2000年、全7巻、集英社）
- 拳銃神（2000年 - 2003年、全9巻、集英社）
- おぼこ（2004年、全1巻、集英社）
  - サルビアの海（2012年、全1巻、マガジン・マガジン）
- 怨霊侍（2005年、全3巻、集英社）
- 15の春（2011年、全1巻、集英社）

## アシスタント
- 片山誠
- 駕籠真太郎
- 戸田泰成

## 盗用問題
『孔雀王』の連載時、夢枕獏が自作の小説『サイコダイバー・シリーズ』からの盗用を指摘して問題になった。当事者間で話し合いが持たれ、荻野と担当編集者が謝罪、さらに『孔雀王』の単行本に「参考文献」として同作の名を挙げることで事態は沈静化した。この経緯については、『サイコダイバー・シリーズ』の後書きでも言及されている。